# Wał (maszynoznawstwo)

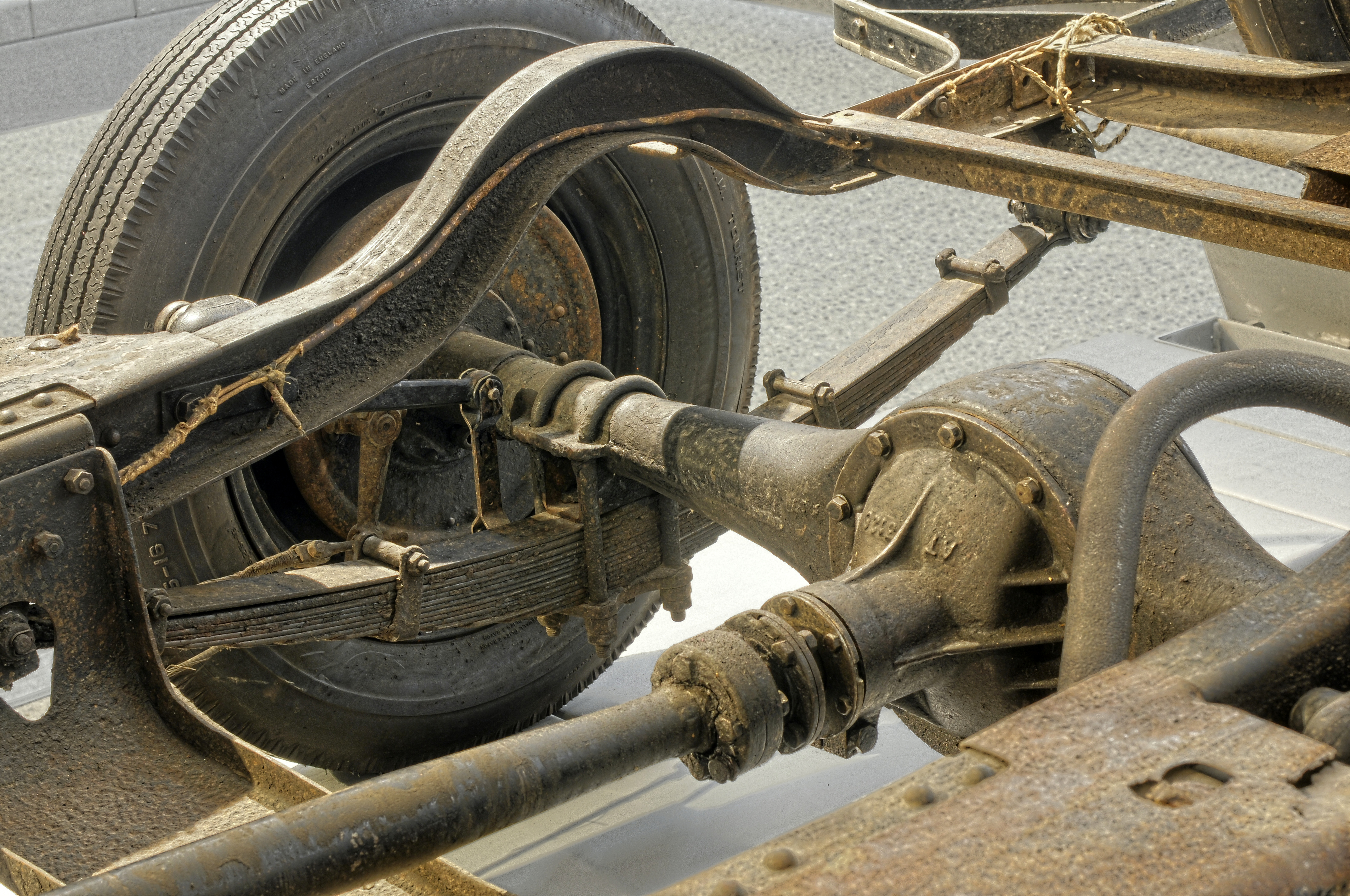
Wał napędowy, oś tylna i zawieszenie w škodzie 422

Wał – część maszyny, najczęściej w kształcie walca, obracająca się wokół własnej osi wraz z zamocowanymi na niej elementami i służąca do przenoszenia momentu obrotowego. Na wale mogą być osadzone koła zębate, piasty, tarcze hamulcowe i inne elementy.
Głównym zadaniem wału jest przenoszenie ruchu obrotowego. Ponadto wał może być obciążony siłami poprzecznymi i wzdłużnymi. Zatem wał może być narażony jednocześnie na skręcanie, zginanie, ścinanie i rozciąganie lub ściskanie.
Jeśli wał obciążany jest momentem skręcającym i momentem zginającym, działającymi w płaszczyznach prostopadłych względem siebie, wymagają zsumowania przy pomocy hipotez wytężeniowych. Największe zastosowanie ma tu hipoteza Hubera-Misesa-Hencky'ego Wypadkowe obciążenie podzielone przez wytrzymałość jednostkową, na całej długości wału, pozwala wyznaczyć jego minimalny zarys. Zarys rzeczywisty projektuje się tak, by opisywał on zarys minimalny oraz spełniał wymogi montażowe i funkcjonalne.
Szczególną formą wału jest wał korbowy oraz wał giętki.
Odmianą wału jest też wał napędowy, służący do doprowadzania napędu do podzespołów maszyny, które nie mogą być połączone bezpośrednio, ze względu na oddalenie od siebie bądź konieczność zapewnienia pewnej ruchomości tych elementów względem siebie. Wały tego typu znajdują zastosowanie w samochodach z silnikiem z przodu napędzającym oś tylną.